# Koito
Gabriel Cardoni (Roma, Italia el 13 de septiembre de 1986), más conocido por su nombre artístico Koito, es un cantante italiano y rapper.

## Carrera
Koito comenzó su carrera artística a principios de la década de 2000.
En 2008 fundó el grupo  SenzaRazza  y en 2009 publicó  SenzaRazza Mixtape Vol.1
En 2010, Koito lanzó su primer EP en solitario  Help  para el sello discográfico Chimica Recordz.
En 2011 publica el segundo mixtape con el grupo SenzaRazza   SenzaRazza Mixtape Vol.2 
En 2012 Koito publica el ep  Remember The Name  y el álbum  Favole Moderne  para el sello discográfico  Chimica Recordz .
En 2016 lanzó el álbum  Monet  en colaboración con el rapero Buio para el sello discográfico Deep Sound Recordz.
En 2020 lanzó su nuevo single  Non Ridi Mai .

## Discografía

### Álbumes
- 2010 - Help (Ep)[10]
- 2012 - Favole Moderne[11]
- 2014 - Tra Sogno e Realtà[12]

### con el grupo senzarazza
- 2009 - SenzaRazza Mixtape Vol.1[13]
- 2011 - SenzaRazza Mixtape Vol.2 [14]
- 2012 - Remember the name (Ep)[15]

### con Buio
- 2016 - Monet(Deep Sound RecordZ Label)[16]